# Voluta

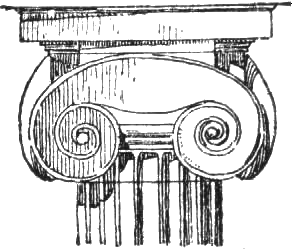
Voluta num capitel da ordem jónica.

A voluta é uma forma de ornamento em espiral e em forma de pergaminho que constitui a base da ordem jônica, encontrada no capitel da coluna jônica. Mais tarde, foi incorporada nas colunas de Ordem Coríntia e Ordem compósita. São normalmente encontradas em um capitel Jônico, formato espiral grande em colunas compostas e versões menores (às vezes chamadas de "hélice") nos capitéis de Corinto.
Há séculos vem sendo utilizada em exemplos aplicados na geometria, além de servir como objeto de adorno, no arremate de  de colunas, modilhões, mísulas e outros. As colunas ornadas por essa forma tem origem no povo jônio, da Grécia antiga. É também um dos símbolos da arquitetura dos períodos Maneirista e Barroco.[carece de fontes?]
Também se chamam volutas os motivos gráficos curvilíneos com pelo menos uma extremidade enrolada, encontrados por exemplo na cerâmica tupiguarani e na arte mesoamericana em geral, nesta última podendo ter significações de filacteras de fala, sopro ou som; além de fumaça, fogo, água.
Voluta também se refere à volta ornamental que compõe a caixa onde se acoplam cravelhas em instrumentos de corda, principalmente em violinos e violoncelos.